# Hoplatessaropus pugiona
Hoplatessaropus pugiona är en mångfotingart som beskrevs av Karl Wilhelm Verhoeff 1941. Hoplatessaropus pugiona ingår i släktet Hoplatessaropus och familjen orangeridubbelfotingar. Inga underarter finns listade i Catalogue of Life.